# バルバラ・ラジヴィウヴナ

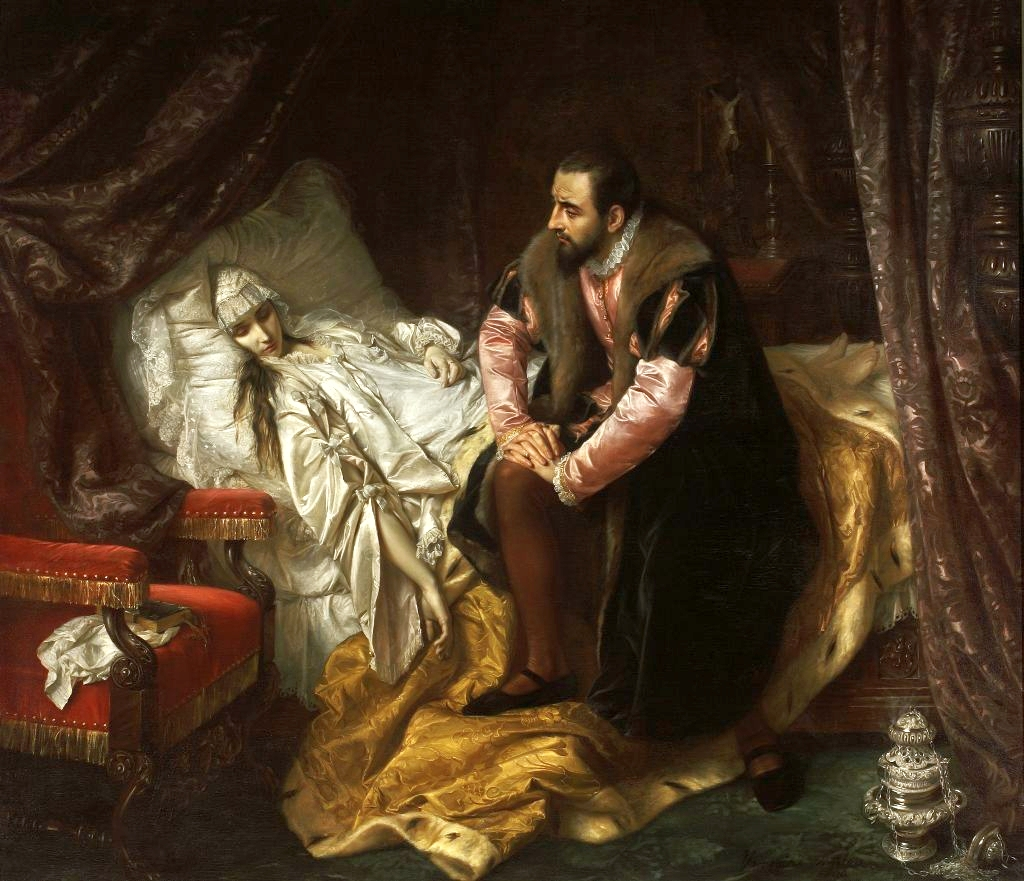
バルバラを看取るジグムント王、ユゼフ・シムレル画

バルバラ・ラジヴィウヴナ（波:Barbara Radziwiłłówna；立Barbora Radvilaitė, 1520年12月6日 - 1551年5月8日）は、リトアニアの名門貴族ラジヴィウ家出身の貴族女性。ポーランド王ジグムント2世の2番目の妃となった。　

## 生涯
ヘトマンのイェジ・ラジヴィウとバルバラ・コランカの娘として生まれた。当時の記述によると、バルバラは当時のヨーロッパ世界でも有数の美人として知られていた。長身（約162cm）ですらりとしており、ブロンドの髪と白い歯の持ち主だったという。また服装や化粧にも気を遣い、常に白粉と香水を用いたという。両親より良い教育を施されたため、母語であるリトアニア語はもちろん、ベラルーシ語・ポーランド語・ラテン語を読み書きできた。1537年、ノヴォグルーデク県知事スタニスロヴァス・ゴシュタウタスと結婚したが、5年後の1542年に死別した。
ジグムントの後添えとなったのは1547年で、多くのポーランド貴族（シュラフタ）らの反対を押し切ったものだった。カトリック教徒が多数を占めるポーランド・リトアニアにおいて、バルバラは少数派のカルヴァン派信徒だったことと、政略的には何の見返りも望めない、ジグムントの恋愛結婚だったためであった。ジグムントの母ボナ・スフォルツァも反対し続け、2年もの間議論を続けた結果、物別れに終わった。1550年12月、バルバラはついにポーランド王妃として戴冠した。バルバラと国王との結婚はポーランド、リトアニア両国におけるラジヴィウ家の権勢を大いに高め、実兄のミコワイ・ラジヴィウ・ルディ、従兄のミコワイ・ラジヴィウ・チャルヌィらが国王の外戚として権力を掌握した。
ところが戴冠式からわずか5ヶ月後の1551年5月8日、バルバラはクラクフで急死した。彼女の死に王は打ちのめされ、人々は何の証拠もないものの、バルバラは王母ボナに毒殺されたと噂した。彼女は故郷リトアニアに埋葬されたいと望んだため、遺体はヴィリニュスに運ばれ、ヴィリニュス大聖堂に納骨された。